# Barłożno

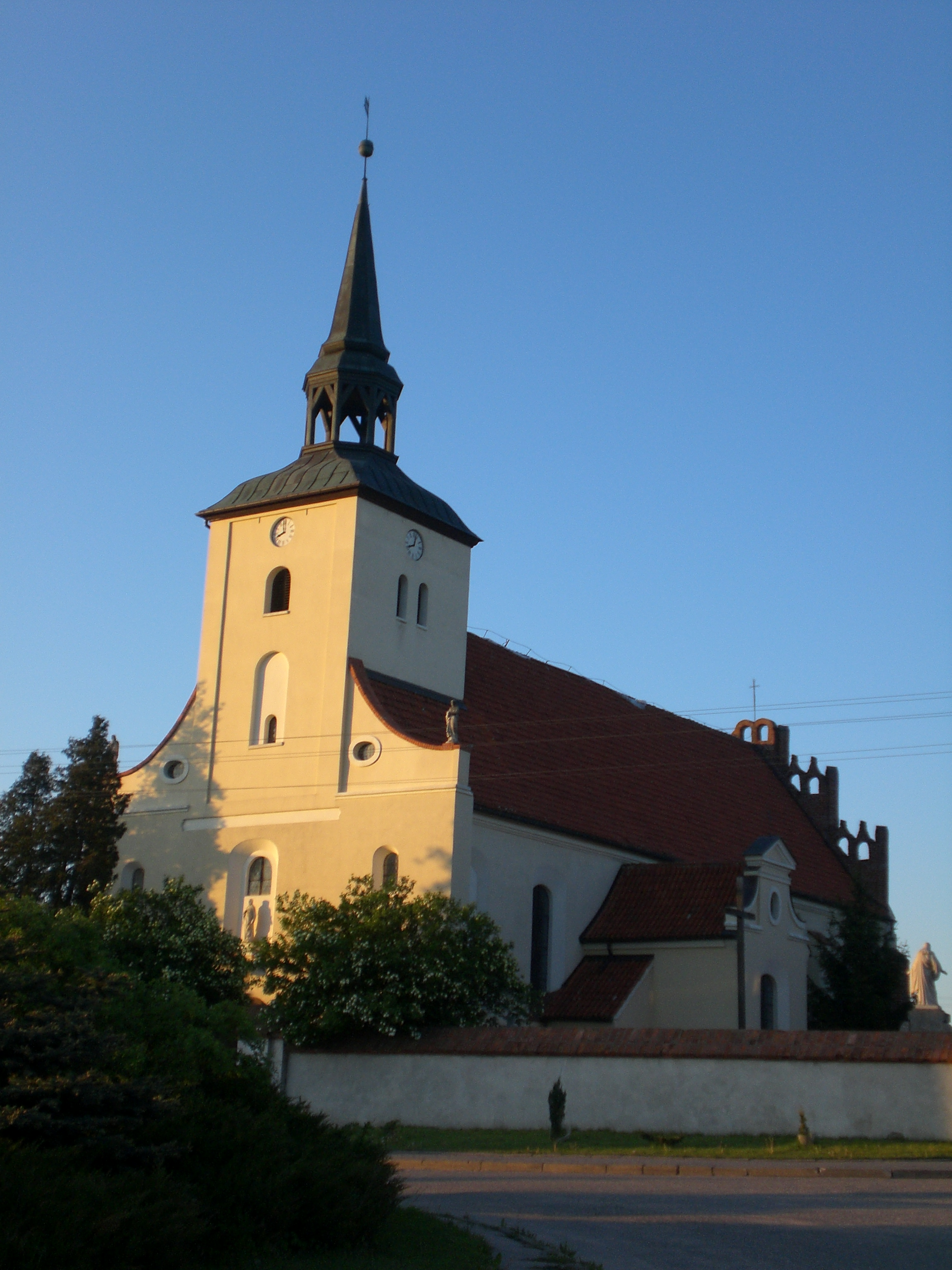
Sankt-Martin-Kirche in Barłożno

Barłożno ist ein Dorf im Landkreis Starogard in der Woiwodschaft Pommern im Norden Polens. Es gehört administrativ zur Landgemeinde Skórcz und stellt mit 736 Einwohnern (Stand 2011) innerhalb dieser die größte Siedlung dar. Die polnische A1 verläuft unweit östlich des Dorfes.

## Geschichte
Barłożno liegt in der historischen Region Kociewie am Rand der Tucheler Heide, eines bewaldeten Biosphärenreservats entlang des Schwarzwasserflusses und besitzt einen eigenen regionalkulturellen Charakter mit eigenem Dialekt.
Das Dorf diente spätestens ab dem 14. Jahrhundert als Pfarreisitz, wovon bis heute die gemauerte und 1975 restaurierte Kirche im Ortskern zeugt. In der zweiten Hälfte des 16. Jahrhunderts gehörte Barłożno als Krongut zur Ersten Polnischen Republik und war Teil der ehemaligen Woiwodschaft Pommerellen. Administrativ gehörte das Dorf bis 1773 zur damaligen Starostei Osiek.
Während den Teilungen Polens fiel Barłożno Ende des 18. Jahrhunderts an das Königreich Preußen und gehörte als Barloschno zur damals neu gebildeten Provinz Westpreußen. Nach der Wiedererlangung der polnischen Unabhängigkeit kam es 1919 zur erneut gebildeten Woiwodschaft Pommerellen in der Zweiten Polnischen Republik. Mit dem Überfall der Wehrmacht auf Polen 1939 fiel das Dorf jedoch bis zum Ende des Zweiten Weltkrieges an den von den deutschen Besatzern gegründeten Reichsgau Danzig-Westpreußen, in dem es den Namen Schenkenberg trug.
Nach 1945 gehörte Barłożno als Schulzenamt der zentral verwalteten Volksrepublik Polen an. Zwischen 1950 und 1975 war es Teil der Woiwodschaft Bromberg und von 1975 bis 1998 der Woiwodschaft Danzig.

## Persönlichkeiten
- Feliks Bolt (1864–1940), polnischer Politiker, Mitglied des Volksrates und der verfassunggebenden Nationalversammlung, von den Nationalsozialisten in Stutthof ermordet
- Bronisław Komorowski (1889–1940), polnischer Geistlicher und Seliger der römisch-katholischen Kirche, von den Nationalsozialisten in Stutthof ermordet